# Aesalus saburoi
Aesalus saburoi es una especie de coleóptero de la familia Lucanidae.

## Distribución geográfica
Habita en Nepal.